# Маріано Асуела
Маріано Асуела Гонсалес (ісп. Mariano Azuela González, 1 січня 1873, Лагос-де-Морено, Халіско, Мексика — 1 березня 1952, Мехіко) — мексиканський лікар, літературний критик, письменник і політик.

## Життєпис

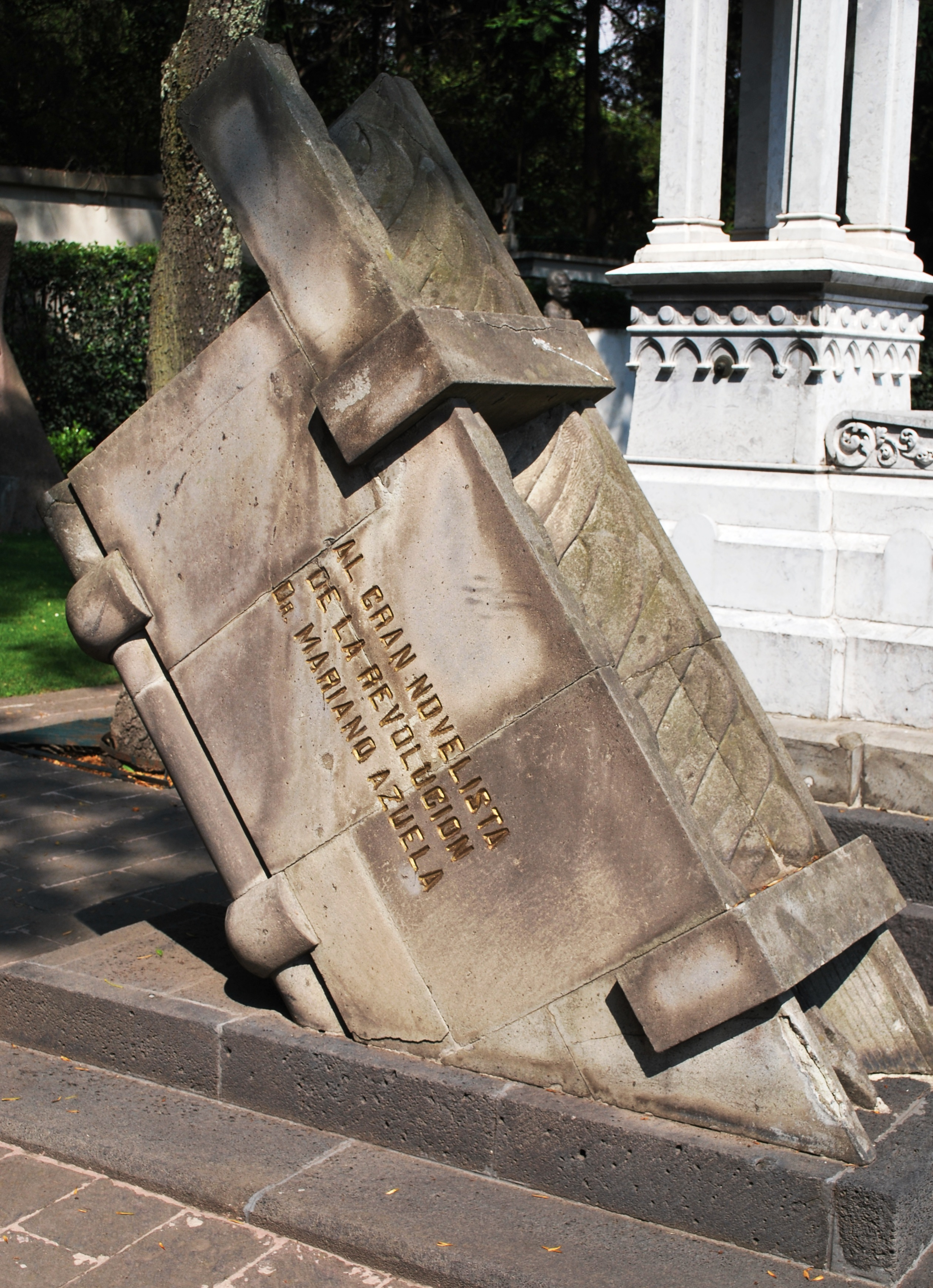
Могила Асуели

Народився в сім'ї дрібного землевласника. Навчався хірургії в Гвадалахарі. Почав писати під час диктатури Порфіріо Діаса. Маріано Асуела здобув популярність за свої оповідання, написані в епоху мексиканської революції 1910 року.
Протягом своєї літературної кар'єри він домігся визнання, як драматург, літературний критик, автор оповідань. Його першим романом була «Марія Луїса», потім він опублікував «Андрес Перес — мадерист» (1911). Після повалення диктатури він став мером рідного міста, але відмовився від цієї посади, бачачи як стара еліта, прикидаючись революціонерами, повертається до влади — цій темі і присвячений роман «Андрес Перес — мадерист». Після падіння режиму президента Франсіско Мадеро, Асуела приєднався до революційних сил Панчо Вільї як військовий лікар. Після розгрому Вільї Асуела потрапляє в Ель-Пасо, штат Техас, де починає книгу «Ті, хто внизу» (1915), перший роман про мексиканську революцію, що приніс йому популярність. «Ті, хто внизу» публікується в газеті Ель-Пасо 1916 року, проте популярність роман здобуде тільки 1927 року.
1917 року Асуела переїхав до Мехіко, де продовжив творчість і працював лікарем серед бідних верств населення. 1942 року він отримав мексиканську Національну премію з літератури. 8 квітня 1943 року Маріано Асуела став одним з членів-засновників у мексиканському Національному коледжі і 1949 року отримав Національну премію мистецтв і наук.
Він помер у Мехіко 1 березня 1952 року і був похований в Ротонді видатних діячів.

## Творчість
В своїй творчості Маріано Асуела намагався лише фіксувати навколишню реальність «без змін і стилізації». Зображаючи героїв, він уникав психологічного аналізу, розкриваючи їх характери в дії і діалозі. Валері Ларбо характеризує манеру Асуела так: «Письменник не оцінює вчинків персонажів, не проникає в їх сутність, ніколи не говорить, про що вони думають і що ми повинні думати про них. Його головна мета — дати нам можливість побачити їх такими, як вони є». Асуела почав творчий шлях з викриття політичних і соціальних вад, однак на схилі своїх днів письменник прийшов до заперечення всіх сторін життя, до песимістичного погляду на світ в цілому.
Один з перших романів Асуели — «Бур'ян» (ісп. Mala yerba) — опубліковано 1909 року, за рік до революції. Цей роман будується на протиборстві поміщика Хуліана Андраде і селянина Хертрудіса, закоханих в одну і ту ж дівчину. Їх боротьба закінчується поєдинком. У «Бур'яні» вперше в мексиканському романі з симпатією і співчуттям зображується доля селянства.
В 1915 році Асуела пише роман «Ті, хто внизу». Головний герой цього твору — ватажок селянського повстанського загону Деметріо Масіас. Роман складається з трьох частин, перша з яких оповідає про причини, що спонукали героїв приєднатися до революції. В другій частині висвітлюються політичні маніпуляції, які призвели до поділу революційних сил, а також безглузда жорстокість і мародерство, які супроводжують військові зіткнення. Остання частина описує загибель залишків загону Деметріо. Не взмозі зупинити довколишнє насильство, Деметріо відповідає на питання своєї дружини про те, чому продовжує війну, кидаючи в каньйон камінь і вимовляючи фразу, що стала відомою: «Подивися на цей камінь — він продовжує котитися» (ісп. Mira esa piedra como ya no se para). В романі зображено з одного боку мужність селянства і його самопожертву, а з іншого — його духовна злиденність і варварську жорстокість. У книзі майже відсутній опис місця дії, немає майже жодної статичної сцени або діалогу. Все це підсилює динамічність роману. Негативно зображується в романі інтелігенція. Один з героїв — студент-медик, який долучився до партизанів — Луїс Сервантес — вимовляє пишномовні промови про революцію, а тим часом підбирає коштовності в розграбованих будинках і залишає загін, коли насувається небезпека.
Ті, хто в ту пору відсиджувався в кабінетах, могли дозволити собі розкіш зберігати душевний спокій і інтелектуальну прозорливість, підносячись над дрібними приватними подіями, в яких клубком зчепилися злочини, сльози, кров, скорбота і відчай, і спокійно споглядати чистий мармур революції, що тріумфально підноситься над брудом, в який її вкинули злочини. А для багатьох тисяч революціонерів - образ революції був пофарбований в червоний колір скорботи і чорний колір ненависті. Нас були мільйони, і для цих мільйонів «Ті, хто внизу» - роман про революцію - залишиться правдивим твором, бо така була наша правда.
В середині 1920-х років Асуела змінює реалістичний стиль на спробу зображення героїв зсередини модерністськими засобами. Три його романи — «Злочинниця» (ісп. La malhora, 1923), «Відплата» (ісп. El desquite, 1925), «Світлячок» (ісп. La luciernaga, 1926—1932) — написані в цей період, називаються в критиці «герметичними» або «естридентистськими». Герої цих книг дещо віддалені від соціальних конфліктів, а основний акцент зроблено на їх внутрішньому світі, не позбавленому деякої хворобливості. Професія лікаря, що практикує в одному з бідняцьких кварталів, зіштовхувала Асуела з людьми в моменти фізичних і моральних страждань: алкоголіки, шизофреніки, повії, люди з покаліченою психікою — життя постає в цих романах як безглуздий хаос. Тільки в «Світлячку» з'являється героїня, за висловом В. М. Кутейщикової, «що несе світло добра і милосердя». У цьому ж романі проявляються антиурбаністичні тенденції в літературі Асуели — жорстоке місто поглинає і знищує наївних провінціалів.
«Світлячок» привернув увагу критики, порівнянну з інтересом до «Ті, хто внизу», проте він залишив байдужими широкий загал читачів. Тому Асуела, вважаючи себе народним письменником, повернувся до реалістичного зображення життя. Роман «Товариш Пантоха» (ісп. El camarada Pantoja, 1937) описує розкладання нижчого шару бюрократії — вихідців із середовища пролетаріату. Головний герой надає притулок одному з генералів режиму Обрегона-Кальєса, за що в нагороду отримує посаду в поліції, стаючи згодом депутатом парламенту і тимчасовим губернатором штату Сакатекас. При цьому Пантоха здатний заради влади на будь-які злочини, навіть убивство.
Почуття розчарування результатами революції завадило Асуелі наділити своїх персонажів переконливістю, виключивши з його уваги складність політичних і моральних проблем. Дійові особи роману подібні до маріонеток. Це дало привід для звинувачення письменника в реакціонізмі й очорненні. У відповідь на ці закиди Асуела зауважував, що «правда має тисячі граней, і одна людина ледве може втілити хоча б те, що вона бачить перед собою. Таким чином, навіть не половину правди, а лише малу її частину я хотів представити з найбільшою чесністю і достеменністю».
В романі «Сан-Габріель де Вальдівіас» (ісп. San Gabriel de Valdivias, 1938) Асуела вперше і востаннє звертається до проблеми індіанців. При цьому письменник не бачить відмінності між експлуатацією індіанців поміщиками і їх пригніченням новою владою.
Головна героїня роману «Рехіна Ланда» (ісп. Regina Landa, 1939) — дочка генерала, яка після його смерті опиняється в гущавині безглуздої і вульгарної суєти режиму нового президента Ласаро Карденаса. Примітно, що тепер критика стосувалася періоду в історії Мексики, відомому прогресивними змінами. Як ще жалюгідніший і потворніший світ Асуела описує зібрання групи комуністів — художників і письменників — які відвідує Рехіна. Як зауважив Луїс Леаль, в романі «відбилися не тільки нерозуміння Асуелою певних соціальних і політичних проблем, але й багато його забобонів».
Характерною рисою романів Асуели 40-х років стає зростання ненависті письменника до чинного ладу. Подібний настрій відбито в романі «Передова» (ісп. Avanzada, 1940), однією з тем якого є конфлікт неписьменної маси робітників і профспілкових демагогів, корумпованих Карденасом. Героями іншого роману цього періоду — «Нова буржуазія» (ісп. Nueva burgesia, 1941) — стають жителі багатоквартирного будинку в Мехіко. На відміну від попередніх романів Асуели, тут немає ні зображення суспільних подій, ні критики чинних порядків. Мешканці будинку не мають ніяких інтересів крім матеріальних, вони однаково нікчемні або нещасні.
В це десятиліття Асуела написав ще п'ять романів, два з яких вийшли друком уже після його смерті. В посмертно виданому романі «Прокляття» знову знайшли місце антиурбаністичні погляди Асуели, що описують вади столичного суспільства. Проте так само похмуро тут описано і сільське життя. Останній роман Асуели «Та ж кров» став своєрідним фіналом його творчості — його дія проходить там само, де і в першому романі письменника «Бур'ян». Поміщик Андраде постає тут розореним революцією старим, символом урочистість історичної справедливості. Однак на його місце приходять представники післяреволюційної буржуазії.

## Твори Маріано Асуели

### Романи
- María Luisa (1907) / Марія Луіса.
- Los fracasados (1908) / Переможені.
- Los triunfadores (1909) / Переможці.
- Mala yerba (1909) / Бур'ян.
- La rueda del aire (1908) / Колеса з повітря.
- Andrés Pérez, maderista (1911) / Андрес Перес — мадерист.
- Los de abajo (1915) / Ті, хто внизу.
- Los caciques (1917) / Касікі.
- Las moscas (1918) / Мухи.
- Las tribulaciones de una familia decente (1918) / Негаразди в гідній сім'ї.
- La malhora (1923) / Злочинниця.
- El desquite (1925) / Відплата.
- La luciérnaga (1932) / Світлячок.
- El camarada Pantoja (1937) / Товариш Пантоха.
- San Gabriel de Valdivias (1938) /, Сан-Габріель де Вальдівіас.
- Regina Landa (1939) / Рехіна Ланда.
- Nueva burgesia (1941) / Нова буржуазія.
- Sendas perdidas (1949) / Втрачені стежки.
- La maldición (1955) / Прокляття (посмертно).
- Esa sangre (1956) / Та ж кров (посмертно).

### Есе
- Cien años de novela mexicana (1947) / Сто років мексиканського роману.